# Titti Bianchi
Titti Bianchi, all'anagrafe Maria Attilia Bianchi (Parma, 15 agosto 1948), è una cantante italiana.
Ha esordito nel 1966, all'età di 17 anni, vincendo il Festival degli sconosciuti di Ariccia, organizzato da Teddy Reno. Dopo una breve esperienza con la RCA, si dedica al genere liscio, del quale è diventata una delle più apprezzate interpreti e autrici. È stata premiata con 4 Dischi d’oro ed il Microfono d'oro. Titti registra da tempo un successo nel suo genere pari a quello dei nomi più noti della musica leggera, con circa 300 serate ogni anno e un numero di presenze altrettanto imponente. Tra i suoi brani più noti, Opera, La mia bambina, Orgogliosa di te, Innamorata, Il gondoliere.

## Biografia
La sua storia artistica comincia da giovanissima con le partecipazioni ai vari concorsi canori per debuttanti, molti dei quali da lei vinti.
Successivamente si lega sentimentalmente e artisticamente a Francesco, leader di un'orchestra cremonese molto quotata (il quale diventerà suo marito) e comincia la sua avventura nel mondo delle balere, dei dancing e delle feste di piazza. Il successo è immediato.
All'inizio degli anni Novanta Titti incide il suo primo disco, La mia bambina, riscuotendo buoni riscontri anche in campo discografico. Uno dei suoi dischi più conosciuti e venduti è sicuramente Opera del 1998. 
A coronamento del suo successo le sono stati riconosciuti ben 4 dischi d'oro; sono varie, inoltre, le collaborazioni artistiche di Titti con numerosi colleghi: tra questi, Ruggero Scandiuzzi, con il quale ha inciso tre album, Franco Bastelli e Roberto Polisano.
Negli anni Novanta e Duemila anche la Rai, le emittenti private e i giornali nazionali puntano i riflettori sulla musica da ballo e la Regina, nome con cui viene spesso soprannominata, è ospite di parecchie trasmissioni come "Superclassifica Show" con Maurizio Seymandi, il "Festival delle orchestre" condotto da Iva Zanicchi e Ballo, amore e fantasia, presentato da Emanuela Folliero e dal proprietario di Radio e Studio Zeta, Angelo Zibetti.
Oltre alle serate nelle piazze e nei locali più importanti d'Italia, negli anni si esibisce persino sulle navi da crociera e nei villaggi turistici in Egitto, in Grecia, a Tenerife e in Turchia.
Nel 2008 vince il concorso Microfono d'oro con il brano Orgogliosa di te, dedicato alla nascita del suo primo nipote e alla figlia neo mamma.
Dal 2010 è affiancata da Paolino Boffi, animatore, trasformista, comico e cantante, aggiungendo così un pizzico di cabaret alle serate da ballo.
Nel 2014 si classifica quarta, su oltre 90 orchestre, al Microfono d'oro organizzato da Radio Zeta con il brano Grazie amore.

### Vita privata
Ha due figli, Francesca e Alessandro, ed è nonna di quattro nipoti, Alessio, Bianca, Amelia e Olivia

## Discografia

### 45 giri
- Maga Magò/Walking into my life (dal film Le fate) – RCA (collana "Gli Sconosciuti"), 1966
- Per quanto io ci provi/Sei stato il primo – RCA (collana "Gli Sconosciuti"), 1968

### Album
- Dove e quando sempre, 1990
- La nave dell'amore, 1991
- La mia bambina, 1993
- Briciole d'amore, 1994
- Conto su di te, 1995
- Serenata (con Ruggero Scandiuzzi), 1995
- È un'altra cosa, 1996
- Valzer, mazurka, polka..., 1997
- Opera, 1998
- Sognare con Titti Bianchi, 1999
- Canti d'amore, 2000
- Insieme con allegria (con Ruggero Scandiuzzi), 2000
- Impariamo a ballare (strumentale), 2001
- Una donna come me, 2001
- Bachata, 2002
- Mango Jango, 2002
- La fotografia, 2003
- Chihuaua, 2003
- Una serata con Titti Bianchi, 2004
- La regina, 2004
- Cantiamo una canzone (con Ruggero Scandiuzzi), 2005
- Un amore importante, 2006
- Orgogliosa di te, 2008
- Bambola, 2010
- Il primo bacio, 2011
- Regina reginella, 2012[2]
- Amandoti (interpretato da Paolino Boffi), 2012
- La donna più bella (interpretato da Paolino Boffi), 2014
- Grazie amore, 2014
- Grande ritorno (con Ruggero Scandiuzzi), 2015
- Una serata al Cabaret, le più belle barzellette di Paolino (interpretato da Paolino Boffi), 2015
- 50 sfumature di Titti (La mia favola in 5 volumi), 2016